# Iván Vihovski
Iván Ostápovych Vyhovsky (en ucraniano, Іва́н Оста́пович Виго́вський) nacido alrededor de 1608 en Gógoliv, Corona del Reino de Polonia, Mancomunidad de Polonia-Lituania (hoy un pueblo en la óblast de Kiev en Ucrania). Entre 1657 y 1659, fue Hetman del Ejército de Zaporiyia.
Fue el sucesor de Bogdán Jmelnitski, que intentó cambiar drásticamente el rumbo de la política exterior del Hetmanato Cosaco, alineándose con la Mancomunidad de Polonia-Lituania (República de las Dos Naciones), provocando así una poderosa oposición y marcando el comienzo de una larga guerra civil entre los cosacos, que pasó a ser conocida como Ruina.
Partidario de la transformación de la República de las Dos Naciones en una República de las Tres Naciones (Corona del Reino de Polonia, Gran Ducado de Lituania y Gran Principado de Rutenia), cuyo proyecto fue descrito en el Tratado de Hádiach, firmado el 16 de septiembre de 1658. Sin embargo, este proyecto fue rechazado por el  el Sejm de la Mancomunidad polaco-lituana.
En alianza con los tártaros de Crimea y el ejército polaco, se opuso al Zarato moscovita y a la parte de los cosacos leales a ella. Después de la sangrienta represión de los levantamientos de Yákiv Barabash y Martýn Pushkar y de una serie de intentos fallidos de tomar Kiev, derrotó al ejército ruso-cosaco en la Batalla de Konotop, que tuvo lugar entre el 8 y el 12 de julio de 1659.
Pero como resultado del descontento generalizado que provocó su política propolaca, fue destituido de su cargo de Hetman.
Después de un tiempo, en una lucha por el poder con su yerno, Pavló Teteria, el Hetman de la orilla derecha, perdió el favor de los polacos y fue ejecutado por ellos.

## Origen, biografía temprana, matrimonio y familia
Provenía de la nobleza ortodoxa de la familia de los Vyhovsky, cuyo nido familiar estaba en la ciudad de Výhiv (hoy en la óblast de Zhytómyr), en el Voivodato de Kiev.
Era hijo de Ostafiy Vyhovsky, que sirvió con Petró Mohyla, el Arzobispo Metropolitano de Kiev, una famosa figura eclesiástica y cultural de Ucrania y Moldavia.
Su padre mantuvo fuertes vínculos con Adam Kisiel, quien luchó activamente en la primera mitad del siglo XVII contra la discriminación de los fieles de la Iglesia Ortodoxa. Posteriormente, durante los años de la Rebelión de Jmelnitski, Ostafiy Vyhovsky se instaló en Kiev, donde se convirtió en gobernador del Castillo de Kiev.
Estudió en la Academia Kiev-Mohyla (en) donde se hablaba eslavo eclesiástico, polaco y latín, donde se convirtió en un hábil calígrafo. Más tarde, ingresó en la hermandad ortodoxa de Lutsk y se convertiría en mecenas de la Academia donde estudió.
En 1656, se casó con Olena Stetkévich, hija de Bogdán Stetkévich, el castellano de Navahrúdak, que tenía fincas en el Powiat de Orsha (Voivodato de Vítebsk). A través de su suegro, estableció vínculos familiares con varias familias principescas y nobles lituanas y polacas conocidas en la República de las Dos Naciones, por ejemplo, con los Solomiretsky, entonces una familia principesca.
Su hermana se casó con el coronel cosaco Pavló Teteria.

## Inicio de la carrera militar
Comenzó su carrera militar como “camarada” en el Wojsko kwarciane de la República de las Dos Naciones, que constituía la columna vertebral del Ejército polaco. Durante el reinado de Vladislao IV de Polonia (1632-1648), se distinguió en la lucha contra el "enemigo de la Santa Cruz del Señor", es decir, la agresión turco-nogái-tártara.
En 1638, se convirtió en secretario de Jacek Shemberkow, que, entre 1638 y 1648, fue el comisario de la República de las Dos Naciones sobre el Ejército de Zaporiyia (cosacos registrados). Al mismo tiempo, conoció y entró en estrecho contacto con Bogdán Jmelnitski, entonces, el secretario general del Ejército de Zaporiyia. En particular, se reunieron durante las negociaciones en Másliv Stav (hoy el pueblo de Máslivka en el raión de Obújiv de la óblast de Kiev).
Fue capitán en el Wojsko kwarciane y luchó junto a los polacos en la Batalla de las Aguas Amarillas, en la que los polacos fueron derrotados por los cosacos dirigidos por Bogdán Jmelnitski. El 16 de mayo de 1648, fue capturado por los tártaros que eran aliados de Jmelnitski. Entonces Bogdán Jmelnitski dio a İslâm III Giray un caballo a cambio de su libertad, y a cambio hizo un juramento en el que se comprometía a servir fielmente a Bogdán Jmelnitski.

## Al servicio de Bogdán Jmelnitski
Inicialmente se convirtió en el secretario personal de Bogdán Jmelnitski y, probablemente, lo acompañó en la campaña victoriosa de 1648. Durante el Asedio de Leópolis, Jmelnitski lo envió a Jorge Rákóczi II, el Príncipe de Transilvania para negociar una alianza.
Como secretario personal de Jmelnitski, rápidamente ganó autoridad e hizo una brillante carrera y luego se convirtió en el principal compilador, junto con Jmelnitski, del "Registro del Ejército de Zaporiyia", en 1649 y principios de 1650.
Organizó la Cancillería General del Hetmanato Cosaco que recibía y enviaba embajadores. Fue el Secretario General de esa Cancillería y se convirtió así en la segunda persona más importante del Hetmanato Cosaco.
En 1651, participó en la Batalla de Berestechko y, junto con Jmelnitski, fue detenido por el Kan de Crimea cuando intentaban persuadirle de que regresara al campo de batalla.
Habiendo escapado del cautiverio del Kan de Crimea, tomó medidas enérgicas para movilizar tropas adicionales y derrotó a la horda tártara, que regresaba a Crimea. Sus acciones decisivas obligaron a la Horda a acelerar la renovación de la alianza con los cosacos.
Jugó un papel importante en la organización de las tropas cosacas cerca de Bila Tserkva, donde consiguieron detener el avance de los polacos, tras la derrota cosaca en Berestechko, y un nuevo tratado de paz, firmado el 28/11/1651.
Simultáneamente con estos acontecimientos, convenció Grigory Karpovich Bogdanov, el enviado del Zar Aleijo I, de que había llegado el momento de aceptar a todos los cristianos ortodoxos de toda la Rusia Menor bajo la mano del Zar.
En 1652, dirigió la escolta nupcial a Moldavia del [[Bogdán_Jmelnitski#Batalla_de_Batog|matrimonio dinástico entre Timofey Bogdanovich Jmelnitsky, uno de los hijos de Bogdan Jmelnitsky, y Rozanda Lupu]], la hija de Vasily Lupu, el Kniaz de Moldavia.
También, en 1652, participó de la Batalla de Batog, donde se produjo una importante victoria de los cosacos contra las tropas polacas.
En 1653, participó de la Batalla de Zhvanets.
Fue uno de los partidarios más fervientes de la alianza con el Zarato Ruso (Tratado de Pereyáslav), firmado en enero  de 1654. Después, participó en la Batalla de Ojmátiv, del Asedio de Leópolis(1655) y de la Batalla de Ozernaya.
En ese momento, Suecia, aprovechando la derrota de Polonia por las tropas rusas y cosacas, capturó Varsovia, Cracovia y varias otras ciudades polacas (El Diluvio (historia de Polonia)). La República de las Dos Naciones estaba al borde de la destrucción.
En este contexto, llevó a cabo enérgicas actividades diplomáticas, especialmente cuando Bogdán Jmelnitski estuvo gravemente enfermo en los dos últimos años de su vida, hizo una contribución significativa a la creación de una poderosa coalición antipolaca, el Tratado de Radnot.
Durante este período, Moscú era el menos interesado en la victoria sobre Polonia, preocupado por el fortalecimiento de Suecia, así como por la perspectiva de la elección del Zar Aleijo I al trono polaco, y por lo tanto concluyó una tregua con la República de las Dos Naciones, el Tratado de Vilna (1656).

## Elección como atamán
Bogdán Jmelnitski quería transferir la maza a su único hijo vivo: Yuri, ya que el mayor, Timofey, ya había muerto en la Batalla de Suceava, en septiembre de 1653. Formalmente, la voluntad de Bogdán se cumplió: porque en la Rada de Chiguirín el 26 de agosto (5 de septiembre) de 1657, el capataz asignó las funciones de Hetman a Iván Vyhovsky, que era el secretario de Bogdán, esta situación debería interrumpirse cuando Yuri alcanzó la mayoría de edad.  
Después de eso, el 21 de octubre de 1657, en la Rada de Korsun, Iván Vyhovsky fue elegido hetman en su propio nombre, mientras que los derechos de Yuri, a quien Bogdán legó el poder, fueron completamente descuidados.
Esta elección se celebró sin la participación de los cosacos no registrados del Sich de Zaporiyia, que rechazaban enérgicamente las posiciones pro-polacas de Vyhovsky. Debido a esto, muchos consideraron dudosa la legitimidad de esta elección, lo que condujo a un levantamiento generalizado en la orilla izquierda de Ucrania y, en general, a una era de guerra civil conocida como "la Ruina" y que duró hasta finales del siglo XVII. Para afirmar su poder, Vyhovsky utilizó la represión contra la oposición. 
Al igual que en la Rada de Chiguirín, también en la Rada de Korsun estuvo presente: Stanisław Kazimierz Bieniewski, el representante de la corona polaca.
También en la Rada de Korsun:
1. se ratificó un documento en el que los cosacos apoyaban una declaración del Rey Carlos X Gustavo de Suecia sobre la alianza político-militar ucraniano-sueca, según el cual el Rey Carlos X se comprometió a buscar el reconocimiento de la independencia de Ucrania por parte de la República de las Dos Naciones. Además, los voivodatos de Brest Litovsk y Pólotsk, que estaban bajo el dominio de la República de las Dos Naciones, pasarían a formar parte del Hetmanato Cosaco;
2. se decidió reanudar las relaciones de alianza con el Kanato de Crimea y el Imperio Otomano; y concluir una tregua con la República de las Dos Naciones.

En otras palabras, se produjo una reorientación de la política exterior ucraniana hacia el fin de las relaciones de alianza con el Zarato Ruso y la firma de acuerdos político-militares con otros estados. Pero la difícil situación política interna y externa (por ejemplo: el estallido de las hostilidades entre Suecia y Dinamarca, en agosto de 1658) no permitió la  la aplicación de la política aprobada en la Rada de Korsun y condujo a la firma del Tratado de Hadiach, en 16 de septiembre de 1658.

## Levantamiento de Barabash y Pushkar
En octubre de 1657, los cosacos, liderados por Yákiv Barabash, el Koshovyi Otamán, se opusieron abiertamente a Iván Vyhovsky, negándose a reconocer su poder. No estaban satisfechos con el hecho de que fue elegido sin el consentimiento del Sich de Zaporiyia y afirmaban que no era un cosaco de Zaporiyia, sino alguien que luchó con los polacos contra los cosacos de Zaporiyia. Además, los rebeldes lo acusaron de traición por sus relaciones con Polonia y Crimea.
Enfrentado a la oposición de Yákiv Barabash, Vyhovsky organizó un bloqueo económico contra el Sich de Zaporiyia como medio de conseguir la destitución de Barabash. Por otra parte, los cosacos del Sich de Zaporiyia enviaron embajadores a Moscú, encabezados por Mijaíl Stringa, que, el 3 de diciembre de 1657, llegó a Moscú.
Una de las reivindicaciones más importantes de los cosacos era recibir un salario, tal y como se dispuso en una reunión celebrada en marzo de 1654, tras el Tratado de Pereyáslav. Hubo información de que Moscú había enviado 60.000 piezas de oro, pero los cosacos del Sich de Zaporiyia no habían recibido este dinero. Tampoco los cosacos recibían salarios pagados con lo recaudado por el Hetman.
Ante el Zar Aleijo I, los embajadores del Sich de Zaporiyia pidieron que se convocara una Rada en la que participaran los cosacos del Sich de Zaporiyia. Como pruebas de la de traición de Vihovsky, los embajadores del Sich de Zaporiyia entregaron cartas interceptadas de Vihovsky al Khan de Crimea y a su visir Sefer-Gazy.
En ese momento, Vihovsky llegó a Pereyáslav, donde se estacionaron tropas bajo el mando del Príncipe Grigori Grigórievich Romodánovski. En conversaciones con el príncipe Vyhovsky formuló contraacusaciones contra los cosacos del Sich de Zaporiyia. Vyhovsky pidió al Príncipe Romodánovski que llevara sus tropas a la orilla derecha del Dniéper, donde, junto con los regimientos cosacos de Uman, de Bila Tserkva y de Brátslav, sirviera de barrera contra los polacos hasta que él reprimiera los cosacos del Sich de Zaporiyia. Además, Vyhovsky envió cartas al Zar Aleijo I, pidiéndole no confiase en los cosacos del Sich de Zaporiyia, sino que los arrestaran y los castigaran.
En este contexto, el Zar Alejo I envió el okólnichi Bogdán Jitrovó (en) a Ucrania para organizar la elección de un nuevo Hetman con la participación de los cosacos del Sich de Zaporiyia.
Mientras Jitrovó llegaba a Chiguirín, la situación en el ejército se agravó bruscamente. En diciembre de 1657, Martýn Pushkar, el coronel cosaco de Poltava, inició un levantamiento en el territorio de su regimiento, en apoyo de los cosacos del Sich de Zaporiyia.
Pushkar distribuyó cartas en las que decía que el Zar Alejo I le declaró su apoyo y armas y que el ejército real vendría a apoyar a los rebeldes. Muchos cosacos se unieron a Pushkar.
Para reprimir la rebelión, Vyhovsky envió a Poltava un ejército dirigido por el coronel Iván Bogún, que, el 25 de enero de 1658, fue derrotado, en la Batalla de Poltava (uk).

### Intento de apaciguamiento
El 28 de enero de 1658, Bogdán Jitrovó llegó a Pereyáslav.
Vyhovsky estaba preocupado por el supuesto apoyo del Zar Aleijo I a los cosacos rebeldes.
El 17 de enero de 1658, Vyhovsky se reunió con Nikita Alekséievich Zyuzin, entonces, el voivoda de Putivl, el boyardo. En la reunión con el gobernador, además del hetman, también estuvieron coroneles influyentes en el ejército como: Grigory Lesnitsky e Iván Bohún.
En esta reunión, Vyhovsky declaró que seguía siendo fiel a Zar Aleijo I.
La tarea más importante para Jitrovó era organizar un proceso de elección de un Hetman con el respaldo del Zar Aleijo I.
El 7 de febrero de 1658, se celebró un concilio en Pereyáslav. A la Rada llegaron el hetman Vyhovsky, jueces, coroneles, un gran número de cosacos y Dionisio Balaban, el Obispo Metropolitano de Kiev. En presencia de los coroneles, Vyhovsky entregó la maza del Hetman a Jitrovó, el enviado del Zar.
En respuesta, Jitrovó devolvió la maza a Vyhovsky y declaró públicamente que el zar lo favorecía con la maza y el puesto de Hetman. El Ejército de Zaporiyia recibió una nueva carta de elogio y Vyhovsky recibió la confirmación de su derecho al poder.
Vyhovsky afirmó que el Ejército de Zaporiyia estaba listo para participar en la guerra contra la República de las Dos Naciones y que ya había ordenado a los cosacos que se prepararan para la guerra. Se anunció que el ejército de Zaporiyia estaba listo para participar en la guerra contra Suecia y contra todos los enemigos del Zar. En las negociaciones se llegó a un acuerdo de principio para enviar gobernadores a las ciudades de la “Rusia Menor” y que, durante la visita de Vyhovsky a Moscú se tomarían otras decisiones concretas.
Después de esto, Jitrovó prometió que persuadiría a Pushkar a la paz, incluso si esto requería el uso de la fuerza. Sin embargo, la situación de Jitrovó se complicó cuando Pushkar anunció que se negaba a reconocer las decisiones de la Rada y convocaba una nueva Rada en Lubní.
El 25 de febrero, Jitrovó llegó a Lubní, donde Petró Doroshenko, entonces el coronel cosaco de Pryluky,  prestó un nuevo juramento al Zar. La guardia del Zar estaba acompañada por los regimientos cosados de Irkliev y Pryluky. De este modo se interrumpió la convocatoria de la Rada en Lubní. Como resultado, Jitrovó logró extinguir pacíficamente el conflicto.
El 5 de marzo, Martýn Pushkar llegó a Lubní, prestó juramento público de lealtad a Zar y “disolvió el ejército voluntarioso”. Los objetivos de la misión de Jitrovó se lograron; el Príncipe Romodánovsky, estacionado en Pereyáslav, recibió la orden de disolver las tropas.

### Continuación del levantamiento
Sin embargo, pronto quedó clara la fragilidad de los acuerdos alcanzados. Martýn Pushkar, aunque disolvió el ejército rebelde, no obedecía a Vyhovsky y continuó controlando las tierras previamente ocupadas del Regimiento de Chiguirín. Al mismo tiempo, el Regimiento de Mýrhorod se unió a Pushkar. El 8 de marzo, los cosacos de Mýrhorod convocaron una Rada, destituyeron Leonty Kozl, el coronel asignado, y eligieron Stepan Dovgal como coronel.
En ese momento, Firs Baibakov llegó a Ucrania, como el nuevo enviado del Zar Aleijo I, que llevaba a Pushkar una mensaje del Zar Aleijo I, que exigía que él se sometiera a la autoridad de Vyhovsky, quien fue elegido por el consentimiento unánime de todo el ejército del Sich de Zaporiyia.
Pero Baibakov no tuvo tiempo de reunirse con Pushkar, porque Vyhovsky envió contra los rebeldes, tropas dirigidas por Grigory Gulyanitsky con los regimientos de Nizhyn, Pryluky y Chernígov, que sitiaron Lójvitsia.
Entonces, Pushkar anunció la movilización y el asedio dirigido por Gulyanitsky no tuvo éxito, porque los cosacos no querían luchar con los cosacos y parte de las tropas de Gulyanitsky intentaron pasarse al lado de Pushkar. Como resultado, el 18 de marzo, Gulyanitsky levantó el asedio y se retiró.
A finales de marzo de 1658, los cosacos del Sich de Zaporiyia eligieron nuevamente a Yákiv Barabash, como Koshovyi Otamán.
A finales de marzo, llegó a Putivl una embajada de Pushkar, encabezada por Iván Iskra y Mark (hijo de Pushkar), donde la embajada se reunió con Firs Baibakov. Esta vez los rebeldes pudieron confirmar sus acusaciones contra Vyhovsky con datos concretos. Iskra informó que los tártaros de Crimea ya habían llegado cerca de Kániv y que Vyhovsky envió al coronel Pavló Teteria a los polacos para pedirles que destruyeran la Rusia Menor en las ciudades del Óblast de Cherkasy.
De hecho, se puede decir que, en marzo de 1658, cuando Pavló Teteria se reunió con Stanisław Kazimierz Bieniewski, fue el momento en que comenzaron las negociaciones activas entre Vyhovsky y los representantes de la República de las Dos Naciones. En estas negociaciones se discutió, en primer lugar, un plan de acción militar contra el Zarato moscovita. Al mismo tiempo, Bieniewski, que en una carta al Rey Juan II Casimiro expresó confianza en la lealtad de Teteria, no se atrevió a expresar la misma confianza en Vyhovsky.
Sin embargo, el Zar Aleijo I prefirió no creer las acusaciones de Martýn Pushkar y seguir intentando promover la reconciliación entre las partes, señalando a Pushkar que debía someterse al poder de Vyhovsky para que los enemigos no se alegran de esa rebelión. El Zar Aleijo I, también ordenó a Vyhovsky que él y los tártaros no fueran a las ciudades del Óblast de Cherkasy y no causarían el derramamiento de sangre de almas cristianas.
El 20 de marzo, Ostafiy Vyhovsky (el padre de Iván Vyhovsky), llegó a Kiev y se reunió con Andréi Vasílievich Buturlín, entonces el voivoda de Kiev. En esta reunión, Ostafiy informó que su hijo convocó una Rada, que decidió pedirle al zar que “enviara militares a la Rusia Menor para fortalecer a los cosacos”. Grigory Lesnitsky fue enviado a Moscú por Vyhovsky, quien se suponía que debía explicarle al zar las razones por las que Vyhovsky celebró un acuerdo con los tártaros.
Mientras continuaban las negociaciones en Moscú, el conflicto entre los cosacos seguía intensificándose. Cuando Iván Apujtin, el Stólnik enviado del Zar Aleijo I, llegó a Chiguirín a finales de abril, Vyhovsky ya había decidido reprimir el levantamiento con la ayuda de los tártaros de Crimea. A cambio, Vyhovsky autorizó a los tártaros a capturar esclavos entre los habitantes de las ciudades rebeldes devastadas. Las tierras del Poltava se convierten en el escenario de las operaciones militares.
El 4 de mayo de 1658, Vyhovsky, habiéndose unido a la Horda, partió hacia Poltava y sitió a Pushkar allí. El asedio se prolongó y luego el coronel Philon Dzhedzhaliy, un muy respetado compañero de armas de Bogdán Jmelnitski, se pasó al lado de los rebeldes.
El 11 de junio de 1658, cuando Pushkar hizo una salida con un gran destacamento, Dzhedzhaliy y sus cosacos se unieron a ellos y juntos atacaron la tienda de Vyhovsky. Pero, Vyhovsky sabía del ataque y estaba preparado: durmió sin desvestirse y, al oír el ruido, se apresuró a correr, cogió su caballo y se dirigió hacia los tártaros, que estaban a un kilómetro de su campamento. Al descubrir la ausencia de Vyhovsky en la tienda, Pushkar acusó a Dzhedzhaliy de traición y lo mató de inmediato. En ese momento, Vyhovsky y los tártaros atacaron Pushkar, que murió en la batalla.
Luego, Lubní y Haidach fueron asaltados y destruidas. Miles de residentes urbanos y rurales “con sus esposas e hijos”, con el consentimiento de Vyhovsky, fueron llevados por la Horda a Crimea y vendidos como esclavos en mercados de esclavos.
Yákiv Barabash, se retiró a Ucrania Libre, buscando la protección de Moscú. Sin embargo, en agosto de 1658, a petición de Vyhovsky y por decreto del Zar Aleijo I, fue arrestado. Entonces, el 24 de agosto, cuando el noble Yakov Levshin, acompañado por 200 dragones del regimiento de Johann Invalt y Cosacos del Don, llevaba a Barabash a juicio desde Belgorod a Kiev, el convoy fue atacado inesperadamente por los partidarios de Vyhovsky y Barabash fue llevado ante Vyhovsky y ejecutado.

### Consecuencias
En el verano de 1658, tras su victoria en la represión del levantamiento, Iván Vyhovsky siguió actuando para eliminar a posibles rivales:
- En junio de 1658, Iván Sulima, el coronel de Pereyáslav, fue asesinado, por orden de Vyhovsky;
- Unos meses más tarde, Kolyubatsa, el nuevo coronel de Pereyáslav, fue decapitado;
- También en esa época, Timofey Onikienko, el coronel de Korsun, fue fusilado y 12 centuriones de diferentes regimientos fueron ejecutados junto con los coroneles.

Por otra parte, algunos lograron escapar, como:
- Iván Fedorovich Bespaly, entonces el coronel de Uman;
- Mijaíl Sulicich, el coronel de Pavolotsk;
- Iván Kovalevski, el capitán general; y
- Yakym Seménovych Somkó, que, a diferencia de los tres primeros que buscaron refugio en el Sich de Zaporiyia, prefirió huir a la región del Río Don.[15]

La brutal represión del levantamiento, hecha junto con las tropas tártaras, no condujo a la destrucción completa de la oposición. La crueldad de los partidarios de Vyhovsky se derramó por completo sobre sus cabezas en el otoño de 1658, durante la Campaña del Regimiento de Bélgorod, cuando milicias y cosacos enfurecidos robaron y quemaron ciudades ucranianas. Ni siquiera el Príncipe Grigori Grigórievich Romodánovski y los ancianos cosacos pudieron detenerlos. Los cosacos se vengaron de los partidarios de Vyhovsky porque "fueron arruinados, sus casas quemadas y sus mujeres y niños fueron entregados a los tártaros".

## Tratado de Hádiach y la guerra con Rusia
En septiembre de 1658, Vyhovsky firmó el Tratado de Hádiach con los polacos, según el cual el Hetmanato Cosaco, se llamaría: Gran Principado de Rutenia (en) y formaría parte integrante, dotada de autonomía interna, de la República de las Dos Naciones, que luego se convertiría en la República de las Tres Naciones.
En cambio, las propiedades tomadas por los cosacos fueron devueltas a la nobleza polaca y a la Iglesia católica. Además, los polacos que habían sido expulsados durante la Rebelión de Jmelnitski podrían regresar. El acuerdo significó, en realidad, la transición de Vyhovsky al lado de los polacos en la Guerra ruso-polaca (1654-1667). Vyhovsky aceptó el título de "Gran Hetman del Principado Ruteno".
Sin embargo, no todos los cosacos querían el regreso de la opresión nacional y religiosa polaca en la Rusia Menor, ni siquiera de forma suavizada. La República de las Dos Naciones, a su vez, no tenía la intención de respetar la autonomía interna del "Gran Principado de Rutenia": el Sejm polaco no ratificó el Tratado de Hádiach en su totalidad. Para sofoca a sus oponentes, Vyhovsky juró lealtad tanto al Rey Juan II Casimiro como a Mehmed IV Heray, el Kan de Crimea, con la esperanza de recibir ayuda militar.
En la segunda mitad de 1658, Vyhovsky hizo varios intentos de tomar Kiev, que contaba con una guarnición rusa dirigida por los gobernadores Vasili Borísovich Sheremétev y el Príncipe Yuri Nikítich Baryátinski. Sin embargo, el Asedio de Kiev, de agosto de 1658, terminó en fracaso, tras lo cual Yuri Baryátinski derrotó a Vyhovsky cerca de Vasylkiv.
Mientras tanto, el ejército del Príncipe Iván Ivánovich Lobánov-Rostovski partió de Smolensk con el objetivo de expulsar a los cosacos leales a Vyhovsky, liderados por Iván Nechái, del Gran Ducado de Lituania. El 3 de abril de 1659, el ejército ruso logró tomar Mstislavl y luego capturó a Nechái y a Samuil Vyhovsky, primo de Iván Vyhovsky, durante el asedio a la Fortaleza de Bíjov, rompiendo la resistencia de los cosacos en tierras bielorrusas.
Por otro lado, el 12 de julio de 1659, Iván Vyhovsky, junto con un gran ejército de tártaros de Crimea, derrotó a un destacamento de caballería ruso-cosaca en la Batalla de Konotop, lo que obligó al Príncipe Alekséi Nikítich Trubetskoy y Iván Fedorovich Bespaly, el Hetman cosaco respaldado por los rusos, a levantar el Asedio de Konotop y retirarse.
Sin embargo, la victoria de Konotop no fue suficiente para evitar la deposición de Vyhovsky, porque la alianza con los polacos y los tártaros provocó una gran resistencia entre la población y una parte importante de los ancianos cosacos. Coroneles experimentados e influyentes como Iván Bogún, Iván Sirkó, Yakym Somkó y otros se opusieron a él y derrotaron a sus partidarios en Lubní y en Lójvitsia. Luego Yuri Jmelnitski fue elegido hetman en Pereyáslav y, en octubre de 1659, firmó los "Artículos de Pereyáslav", en la presencia de representantes del Zar Aleijo I.

## Después de la deposición
Habiendo huido de su cuartel general en Chiguirín, Vyhovsky y sus partidarios llegaron a Jmílnyk, donde se unió a los destacamentos polacos dirigidos por Andrzej Potocki y Jan Frederic Sapieha que acudieron al rescate. Sin embargo, en 26 de noviembre, el gobernador Vasili Sheremétev, que vino de Kiev, con los coroneles de la margen izquierda: Somkó y Vasili Nikíforovich Zolotarenko, lo derrotó en la Batalla de Jmílnyk.
Entonces, Vyhovsky se asignó arbitrariamente el título de “Gran Hetman de la Corona” y se unió al destacamento de Andrzej Potocki. Conservó tanto el título legal de Voivoda de Kiev, que le concedió vitaliciamente la República de las Dos Naciones, como el rango de senador.
Entonces participó de acciones militares de la República de las Dos Naciones contra el Zarato moscovita. Sin embargo, después de la derrota del ejército ruso cerca de Chúdniv, el Hetman Yuri Jmelnitski, se pasó al lado de Polonia, cuando, el 17 de octubre de 1660, firmó el Tratado de Slobodysche (en) o de Chúdniv. En este contexto, Vyhovsky intentó sacarlo del puesto de Hetman, pero fracasó porque no contaba con el apoyo de los polacos.
Tras fracasar en su intento de recuperar el puesto de Hetman, Vyhovsky se retiró a Volinia, que, entonces, estaba bajo el control del Rey Juan II Casimiro, y, con el consentimiento de este último, recibió el cargo de anciano de Barsky en el Voivodato de Kiev. Se instaló en Bar en la Región de Podolia, donde su esposa y su pequeño hijo Ostap (nacido en 1657) finalmente se mudaron desde Chiguirín. Visitó Leópolis, donde ingresó en la Hermandad Ortodoxa, pero no abandonó la política.
En este momento, se formó la división del Hetmanato Cosaco en dos partes: la margen derecha y la margen izquierda. Además, Yuri Jmelnitski fue obligado a dimitir y convertirse en monje, y Pavló Teteria se convirtió en el nuevo Hetman del Hetmanato Cosaco de la orilla derecha.
Pavel Tetera estaba alineado con los polacos y fue muy hostil contra Vyhovsky.
En 1664, cuando el Rey Juan II Casimiro entró en Severia, encontró una resistencia masiva. La campaña condujo a la derrota y las acciones agresivas de Polonia provocaron resistencia incluso de los cosacos de la orilla derecha.
Entonces, estalló un poderoso levantamiento antipolaco, en la margen derecha de Ucrania, también dirigido contra Pavel Tetera. Los ancianos rebeldes de la margen derecha derrotaron a las guarniciones polacas en Lysyanka, Stavische (región de Kiev) y Bila Tserkva. Los rebeldes de la margen derecha estaban en estrecho contacto con Iván Serkó el atamán del Sich de Zaporiyia  y, a través de él, con Iván Bryujovetsky, el atamán de la margen izquierda y Moscú. En respuesta, Pavló Teteria, junto con su padrino Sebastián Machowski y otros líderes militares polacos, reprimieron brutalmente a los rebeldes.
Cuando Dmitri Sulimka, el líder de la rebelión, fue capturado, Vyhovsky fue acusado de estar detrás de la rebelión y, el 16 de marzo de 1664, fue fusilado sin juicio ni investigación.

## Hetman
A la muerte de Jmelnitski, los principales oficiales del ejército cosaco decidieron desoír sus deseos, apartar a Yuri Jmelnitski y nombrar hetman a Vyhovsky, su conmilitón.
Como hetman, descolló por firmar con los polaco-lituanos el Tratado de Hádiach, instrumento que la nobleza rutena polonizada y los principales oficiales cosacos trataron de emplear para obtener igualdad en las instituciones del Estado y en la posesión de siervos con la aristocracia polaca y lituana. El documento, que hubiese transformado la Unión polaco-lituana en un Estado tripartito con una nueva unidad administrativa autónoma ruteno-cosaca, sin embargo, no llegó a aplicarse, por la renuencia de tanto de los cosacos como de la nobleza polaco-lituana.
Vyhovsky no pudo sostenerse en su cargo: la nobleza polaco-lituana, contraria a la preponderancia de los rutenos y cosacos en el hetmanato, prohibió el rey Juan II Casimiro Vasa acudir en su ayuda, y el Zarato moscovita atizó la hostilidad de los cosacos hacia Polonia y el catolicismo. Los cosacos zaporogos se negaron a acatarlo como hetman. Los rusos enviaron tropas a la región, que contaron con la colaboración de los cosacos zaporogos. Los levantamientos que se produjeron obligaron a Vyhovsky a abandonar el territorio y refugiarse con los polaco-lituanos.
Un rival cosaco lo acusó ante las autoridades polaco-lituanas de traición y fue ajusticiado. Falleció en 1664. Tras su muerte, se desató el caos en el Hetmanato cosaco; diversos candidatos a hetman se disputaron el poder, apoyados por rusos y polacos.